# 小行星893
小行星893（893 Leopoldina）是一颗围绕太阳公转的小行星。1918年5月31日，馬克斯·沃夫在海德堡描述了此天体。
該小行星以德国利奥波第那科学院命名。利奥波第那科学院是世界上存续时间最长的学术机构，在2007年11月升格为德国国家级科学院。
这颗小行星的绝对星等为9.47等。

## 相关條目
- 小行星列表/10001-11000

## 外部連結
- Asteroid Lightcurve Database (LCDB) （页面存档备份，存于）, query form (info （页面存档备份，存于）)
- Dictionary of Minor Planet Names, Google books
- Discovery Circumstances: Numbered Minor Planets (10001)-(15000) （页面存档备份，存于） – Minor Planet Center
- 小行星893 at AstDyS-2, Asteroids—Dynamic Site
  - Ephemeris · Observation prediction · Orbital info · Proper elements · Observational info
- NASA JPL小天體瀏覽器上的小行星893

| 前一小行星： 小行星892 | 小行星列表 | 後一小行星： 小行星894 |